# Mary Swanzy
Mary Swanzy HRHA, née le 15 février 1882 à Dublin et décédée le 7 juillet 1978 à Londres, est une paysagiste et peintre de genre irlandaise. Remarquée pour son éclectisme, elle a adopté de nombreux styles dont le cubisme, le fauvisme et l'orphisme, et a été l'une des premières peintres abstraits d'Irlande.

## Jeunesse et éducation
Mary Swanzy, née à Dublin le 15 février 1882, est la seconde des trois filles de Sir Henry Rosborough Swanzy et de son épouse Marie (née Denham) ; la famille habite au 23 Merrion Square. Swanzy étudie au Alexandra College, puis au Lycée de Versailles en pensionnat et enfin à Fribourg, en Allemagne. Swanzy parlait donc couramment le français et l'allemand. Elle commence à prendre des cours de peinture au May Mannings's studio, sous la direction de John Butler Yeats. Puis Manning l'encourage à étudier la sculpture avec John Hughes à la Metropolitan School of Art de Dublin. Elle vit alors à deux pas de la Galerie nationale d'Irlande, et passe beaucoup de temps à étudier et copier les grands maîtres. Sa première exposition a lieu à la Royal Hibernian Academy (RHA) en 1905, avec le Portrait d'un enfant, premier portait d'une série qu'elle complète jusqu'en 1910. En 1905, elle se rend à Paris et travaille à l'atelier Delacluse. Elle poursuit son travail à l'atelier d'Antonio de La Gándara en 1906, et prend des cours à l'Académie de la Grande Chaumière et à l'Académie Colarossi. Elle découvre aussi les œuvres de Gauguin, Matisse et Picasso, qui font sur elle une forte et durable impression.

## Carrière artistique
À son retour à Dublin, Swanzy peint des portraits et des scènes de genre et tient une première exposition au Mill's Hall en 1913 puis une seconde en 1919, où elle expose près de 50 pièces. L'artiste Sarah Henrietta Purser note alors l'absence de mélancolie et de pessimisme dans les paysages irlandais de Swanzy. L'artiste adopte beaucoup de styles différents, reflétant souvent les principaux développements de l'art à Paris. Après la mort de ses parents, Swanzy est indépendante financièrement et part voyager. Au cours de la Première Guerre mondiale elle passera son temps entre Dublin et Saint-Tropez tout en continuant à peindre. Elle a également exposé avec la Société des artistes indépendants en 1914 et en 1916, avant d'être élue au comité en 1920. Lors d'une visite à sa sœur, participant alors à une mission de secours protestante en Yougoslavie et en Tchécoslovaquie, Swanzy en profite pour peindre des paysages, la vie des villages et des paysans. Ces œuvres furent présentées à l'automne 1921 à la Dublin Painter's Gallery avec six autres artistes dont Jack Butler Yeats, Paul Henry, et Clair Marsh avec qui Swanzy partageait un studio.
À partir des années 1920, Swanzy commence à visiter des pays plus exotiques, Honolulu autour de 1923, et, plus tard, Samoa. Elle peint alors des fleurs tropicales, des arbres et des femmes autochtones, avec une palette et un style typiquement fauviste. Elle reste quelque temps à Santa Barbara en Californie, travaille dans un atelier local et expose certains de ses travaux samoans à la Santa Barbara Arts Club Gallery. Elle retourne en Irlande en février 1925 et présente trois de ses peintures samoanes à la Royal Hibernian Academy, et 14 autres lors d'une exposition individuelle à la Galerie Bernheim Jeune, à Paris, en octobre 1925. Très remarquée, cette exposition lui vaudra les félicitations de Gertrude Stein.[réf. nécessaire]
Au milieu des années 1920, Swanzy s'installe à Blackheath à Londres et continue de voyager régulièrement à Dublin et à l'étranger. En 1932, Purser organise chez elle, pour ses invités, une exposition du travail de Swanzy. Le salon de Purser est d'ailleurs le sujet d'un tableau de l'artiste. À cette époque la peinture de Mary Swanzy est influencée par l'orphisme et très bien accueillie par la critique. Les années suivantes, son travail se fait plus allégorique, notamment avec Le message exposé à la Hugh Lane Municipal Gallery. Au cours de la Seconde Guerre mondiale, Swanzy reste trois ans avec sa sœur à Coolock. En 1943, elle inaugure une exposition individuelle à la Dublin Painter's Gallery, et participe à la première Exposition irlandaise d'Art Vivant. Puis en 1946 elle expose à la St George's Gallery, à Londres, en compagnie de Henry Moore, Marc Chagall, et William Scott.[réf. nécessaire]

## Consécration et postérité
Swanzy est faite membre honoraire de la Royal Hibernian Academy en 1949, et expose avec eux en 1950 et 1951. Elle n'exposera pas en Irlande pendant plusieurs années, mais la Hugh Lane Gallery organisera une grande rétrospective de son travail en 1968. À la suite de cela, elle monte deux expositions individuelles successives à la Dawson Galerie en 1974 et 1976. Entre-temps, en 1975, elle présente son travail lors du Cork ROSC, et reprend ses expositions avec la RHA. Elle continuera à peindre jusqu'à sa mort à son domicile de Londres le 7 juillet 1978. En 1982, la Taylor Galleries organise une exposition à l'occasion du centenaire de sa naissance. Plus récemment, en 2013, Swanzy a été exposée au Musée irlandais d'art moderne à l'occasion de l'exposition Analyser le cubisme.